# Bélmárkaszék
Bélmárkaszék (Seliștea), település Romániában, a Partiumban, Arad megyében.

## Fekvése
Béltől délkeletre a Tőz mentén fekvő település.

## Története
Bélmárkaszék, Szék és környéke ősidők óta lakott hely volt. Területén bronzkori, Hallstatti kultúra korából és a kora középkorból való leletek kerültek napvilágra.
Nevét 1469-ben már említette oklevél, ekkor a Bozzássy család is birtokosa volt. 1552-ben Zeek, 1808-ban Markuszék, 1888-ban Márkaszék (Szék), 1913-ban Bélmárkaszék néven írták.
A 13. században már a váradi püspökség birtoka volt Szék néven. 1469 -ben a Bozzássy család, később pedig a Telekiek is birtokosok voltak itt a nagyváradi 1. sz. püspökség mellett, amely még a 20. század elején is a birtokosa volt.
1851-ben Fényes Elek írta a településről: „Szék, Bihar vármegyében, a  váradi deák püspök béli uradalmában, 404 óhitü lakossal, s anyatemplommal. Határa 481 hold szántóföld és rét, s 1403 hold erdő ... Hajdan a Teleki nemzetség birta, s a kastély omladékai nem rég még látszottak.”
1910-ben 562 lakosából 536 román, 22 magyar volt. Ebből 527 görögkeleti ortodox, 14 görögkatolikus, 12 izraelita volt.
A trianoni békeszerződés előtt Bihar vármegye Béli járásához tartozott.
A település határában egy sóstó található, a környező hegyekben pedig krétát bányásztak.

## Nevezetességek
- Görög keleti temploma 1816-ban épült.